# Аман-Вайнлих, Йозефина
Йозефина Вайнлих, в замужестве Аман-Вайнлих (нем. Josefine Amann-Weinlich; 2 августа 1848, Дехтице, ныне район Трнава, Словакия — 9 января 1887, Лиссабон) — австрийская скрипачка и дирижёр, одна из первых в мире женщин-дирижёров.

## Биография
Дочь Франца Ксавера Вайнлиха (1801—1869), предпринимателя, владельца небольшой фабрики по производству лент, который на фоне революционных событий 1848 года разорился и в дальнейшем выступал как исполнитель народных песен. Училась музыке у своего отца; по некоторым сообщениям могла брать уроки фортепиано у Клары Шуман. Аккомпанировала на фортепиано своему отцу и другим вокалистам-дилетантам.
В 1867 году основала в Вене женский струнный квартет, первоначально выступавший исключительно приватным образом. Затем коллектив начал постепенно разрастаться, в 1869 году гастролировал в Австро-Венгрии, Италии, Швейцарии, Германии и России как секстет, к концу года дал концерт в Вене в составе 12 человек. В январе 1870 г. Йозефина Вайнлих вышла замуж за музыканта Эбо Фортунатуса Амана (1846—1899), взявшего на себя менеджмент и составление концертных программ, и после этого коллектив Вайнлих достиг размеров небольшого камерного оркестра, выступавшего как Венский женский оркестр (нем. Wiener Damencapelle или Wiener Damenorchester). Оркестр исполнял лёгкую музыку: танцы, увертюры, фрагменты из опер, Аман-Вайнлих дирижировала со скрипкой, на манер Йозефа Штрауса. Гастроли по США в 1871 году прошли со значительным успехом и включали выступления в 42 городах, в 1873 г. коллектив выступил в Санкт-Петербурге, далее последовали гастроли по Германии, Италии, Франции и Англии, в ходе которых количество оркестрантов доходило до 50. В 1876 г. новая гастрольная поездка оркестра прошла через Кёнигсберг, Ригу, Швецию, Данию и Нидерланды. Однако после рождения дочери в том же году Аман-Вайнлих была вынуждена прекратить активную дирижёрскую карьеру, продолжая выступать как скрипачка — прежде всего, во главе женского Квартета Цецилии вместе с Марианной Штрезов (вторая скрипка), Шарлоттой Декнер (альт) и своей сестрой Элизой (виолончель). В 1879 г. вместе с сестрой и певцом Георгом Хармсеном совершила гастрольную поездку на Пиренеи с выступлениями в Барселоне и Лиссабоне и осталась вместе с семьёй жить в последнем, концертируя как скрипачка, преподавая фортепиано и изредка выступая как дирижёр. Кроме того, она выступала как редактор «Музыкальной газеты», издание которой финансировал её муж, и опубликовала в ней ряд собственных фортепианных пьес — полек, вальсов и маршей.
Умерла от туберкулёза.
Именем Аман-Вайнлих в 2018 году назван переулок (нем. Weinlich-Amann-Gasse) в Вене.